# Blue Boy
 (mars 2017).
Si vous disposez d'ouvrages ou d'articles de référence ou si vous connaissez des sites web de qualité traitant du thème abordé ici, merci de compléter l'article en donnant les références utiles à sa vérifiabilité et en les liant à la section « Notes et références ».
Le Blue Boy (littéralement, garçon bleu) est un timbre émis en 1847 par le bureau de poste de la ville d’Alexandria en Virginie (États-Unis). Jusqu’en 1908, ce type était connu sur papier brun, d'où le nom de ce timbre imprimé sur papier bleu.

## Histoire
Inspirés par la réforme postale britannique de 1840 (abandon de la distance pour établir le prix d’affranchissement et timbre comme preuve), plusieurs receveurs de bureaux de poste aux États-Unis décidèrent d’imprimer des timbres-poste, le plus souvent valables uniquement à l’intérieur de leur État.
À Alexandria, le timbre est rond, sur papier bleu ou brun et imprimé en typographie. Les mentions « Alexandria Post Office Paid » (paid pour « port payé ») sont entourés de 39 ou 40 petites rosaces. Le tout est de fabrication artisanale. Actuellement, il n’est connu qu’un seul exemplaire du Blue Boy, et six de sa variante sur papier brun. 
L’unique exemplaire connu de ce timbre est sur une lettre envoyé d’Alexandria par Hough Fawcett à destination de son amour Jannett Brown à Richmond en Virginie. L’enveloppe fut vendue par leur fille en 1908 pour 3 000 dollars. En 1981, le Blue Boy et son enveloppe ont été vendus pour un million de dollars.
Le Blue Boy est un des tout premiers timbres émis aux États-Unis, l'année même de l'émission des timbres fédéraux Cinq cents brun Benjamin Franklin et Dix cents noir George Washington.